# Солиев, Анвар Ахмаджонович
Анвар Ахмаджонович Солиев (узб. Anvarjon Soliyev; род. 5 февраля 1978, Туракурган, Наманганская область) — узбекский футболист, полузащитник. Выступал за сборную Узбекистана.
Начал свою профессиональную карьеру в наманганском «Навбахоре» в 1996 году. В 2001—2007 играл за ташкентский «Пахтакор». В сезоне-2005 в составе «Пахтакора» забил 29 мячей и стал рекордсменом клуба по забитым мячам за сезон и лучшим бомбардиром чемпионата Узбекистана 2005. С 2008 года играл за ташкентский «Бунёдкор». В июле 2013 года вернулся в «Пахтакор».
Солиев с 2001 года выступал за сборную Узбекистана. В 2007 году провёл в составе сборной два матча.

## Достижения

### Командные
- Чемпион Узбекистана (12): 1996, 2002, 2003, 2004, 2005, 2006, 2007, 2008, 2009, 2011, 2014, 2015
- Обладатель Кубка Узбекистана (9): 1998 2001/02, 2002/03, 2004, 2005, 2006, 2007, 2008, 2012
- Полуфиналист Лиги чемпионов АФК (4): 2002/03, 2004, 2008, 2012
- Обладатель Кубка чемпионов Содружества: 2007

### Личные
- Футболист года в Узбекистане (№ 3): 2005[3]
- Лучший бомбардир чемпионата Узбекистана: 2005 (29 мячей)